# 角色冲突
角色冲突〔英語：〕，社会学概念，因为人类社会中个人的角色多重性，而导致在行为上反映的冲突。
因為一個人總是擁有多個地位和角色，那這些角色之間存在著的衝突，多個角色之間發生矛盾的狀態，稱為角色衝突。在現實生活中，人們兼具著矛盾且錯綜複雜的多個地位和角色，並生活與角色衝突之中，甚而享受這些衝突。

## 工作─家庭衝突
最常見的角色衝突，可說是源自工作和家庭之間。研究人員發現，相較以往而言已發展國家的生育率越趨下降。有些研究認為下降的原因，是因為越來越多女士選擇獲得較高教育程度以追求事業。研究也同時想證明，在平衡工作和家庭生活上越見困難的女性將會擁有較少小孩。
有些人相信只有女性才會有工作和家庭之間的角色衝突，但一項二零零八年的研究發現，四成九的受僱男士同樣有工作和家庭之間的衝突。這個研究也指出，「工作是否有彈性」成為受僱並擁有家庭的女性最關注的元素，而受僱並擁有家庭的男性也會把它排在第二或第三位最關注的元素中。對於一個致力平衡事業和家庭生活的人而言，工作環境的彈性是一個莫大的幫助。由自己控制工作的話，將能更易解決工作和家庭之間角色衝突的問題；而如果有更多行業容許的話，對大家都會是有利的局面。
某部份人只能好好地擔當一個角色，而另一些人則能夠於不同的角色上各擅勝場。舉例而言，我們認為父親乃是家庭的提供者及保護者，女士們則是家庭主婦，負責煮食及清潔等工作。如果一個男士進到廚房下廚，我們或會覺得他沒有恰當地扮演自己的角色；同樣地如女士只是做點簡單的工夫，我們也會有同樣的想法。這種態度可說是成為了全職母親內心衝突的源頭。過去四十年，女人的權利大增，幾乎和男人一樣，但當她們擔當更多角色時，男士並沒有參與並平衡女士的工作量。所以我們期望現代的母親在擁有男人的工作能力之餘，也要有五十年代風行的賢妻良母形象；而現實而言，女士要平衡兩者之間是困難的。當她們被迫二擇其一時，無論如何，社會的眼光總會令她們受困。

## 無家男性─性別分工衝突
無家可歸是一個令人擔子甚重的情景，特別是對擁有小孩或受養者的男性而言。傳統性別分工指明男性需擔當提供者的角色，但無家的男性因通常失業，故缺乏向家庭提供資源的渠道，使得他們感受莫大的壓力。他們在無家之時也得擔當其孩子的唯一照顧者，因著社會期望他們發揮提供者及照料者的角色，故此同樣壓力甚大。

## 監獄中的衝突
監獄的成員幾乎都是男性；這或許是因為在主流建構男性化的形象中，男性 (尤其是在美國文化中) 總會被視為控制慾強、獨立、異性戀、好勇鬥狠、權威及暴力的象徵。當一個男人發現他缺乏其中一項的時候，這會驅使他在另一環中補足自己，例於一個失業、窮困的年青人透過持槍或穿上與黑幫有關的服裝以顯示男性化的一面。當他在監獄的時候，因缺乏平時用以肯定自己男子氣慨的資源，便唯有用另外一些方法以表現之。縱使可能和本身性格相違，不少囚犯都會覺得戴上一副超級男性化的面具是必要的，以維持在監獄的地位。這種意圖表現特定男性化形象的做法「與人類追求親密及情感表達的基本需要相違，令男人內心及社會期望之間出現衝突和張力」。
角色衝突不但發生在囚犯身上，在監獄的職員身上同樣可見。監獄可分為兩種：收押式及治療式。前者的目標是透過控制囚犯以保護社區；懲教職員需要維持秩序及執行規則，而關鍵則在於他們和囚犯之間必定要保持距離。後者的目標則是透過改造囚犯以保護社區；職員會以治療的心態回應囚犯的需要，並和他們發展聯繫。由於現時監獄把兩種處理方法合而為一，職員必然會有角色衝突。當職員要與囚犯保持社交上的距離，但同時也要和他們建立緊密和鼓勵性的關係時，角色衝突便因此而生，而後果就是產生了兩組各自獨立甚至立場迥異的職員。